# Gare de Rountzenheim
La gare de Rountzenheim est une gare ferroviaire française de la ligne de Strasbourg à Lauterbourg située sur le territoire de la commune de Rountzenheim dans la collectivité européenne d'Alsace, en région Grand Est.
Elle est mise en service en 1876, pendant l'annexion allemande, par la Direction générale impériale des chemins de fer d'Alsace-Lorraine. 
C'est une halte voyageurs de la Société nationale des chemins de fer français (SNCF) du réseau TER Grand Est, desservie par des trains express régionaux.

## Situation ferroviaire
Établie à 120 mètres d'altitude, la gare de Rountzenheim est située au point kilométrique (PK) 34,334 de la ligne de Strasbourg à Lauterbourg, entre les gares de Sessenheim et de Rœschwoog.

## Histoire
La ligne de Strasbourg à Lauterbourg, qui traverse la commune et le village, est construite par la Direction générale impériale des chemins de fer d'Alsace-Lorraine qui la met en service le 25 juillet 1876. Il n'était pas prévu d'établir une gare à Rountzenheim, mais l'insistance de Michel Wolff, maire de la commune, permet l'ouverture d'une halte avec la ligne.
En mars 2013, la fréquentation en voyageurs de la gare est de 341 montants et 325 descendus des trains de la ligne Strasbourg - Lauterbourg.

## Fréquentation
De 2015 à 2023, selon les estimations de la SNCF, la fréquentation annuelle de la gare s'élève aux nombres indiqués dans le tableau ci-dessous.
| Année     | 2015   | 2016   | 2017   | 2018   | 2019   | 2020   | 2021   | 2022   | 2023   |
| --------- | ------ | ------ | ------ | ------ | ------ | ------ | ------ | ------ | ------ |
| Voyageurs | 34 186 | 32 155 | 29 914 | 27 752 | 31 261 | 22 632 | 30 467 | 40 769 | 45 257 |

## Service des voyageurs

### Accueil
Halte SNCF, c'est un point d'arrêt non géré (PANG) à accès libre. Elle dispose de deux quais latéraux encadrant deux voies.
Le changement de quai se fait par un passage à niveau.

### Desserte
Rountzenheim est une halte voyageurs du réseau TER Grand Est, desservie par des trains express régionaux de la relation : Strasbourg - Lauterbourg, ou Rœschwoog.

### Intermodalité
Un parc pour les vélos et un parking pour les véhicules y sont aménagésServices & Gares Halte ferroviaire Rountzenheim 
En complément de la desserte ferroviaire, elle est desservie par des cars TER de la relation gare de Lauterbourg - gare de Rountzenheim≈.